# 저갯 서베이
저갯 서베이(영어: Zagat Survey)는 미국에서 발간되는 세계적인 레스토랑 안내서이다. 1979년 미국 뉴욕에서 저갯 부부(팀 저갯과 니나 저갯)가 창업했다.
저겟 부부는 예일 로스쿨 재학 중 만나서 결혼했고 졸업 후 각자 일류 뉴욕 로펌 변호사로 활동했다. 팀 저겟은 로펌 휴즈 허버드 앤 리드(Hughes, Hubbard & Reed)의 파리 사무소, 니나 저겟은 로펌 셔먼 앤 스털링(Shearman & Sterling)의 파리 사무소에서 일하던 중 자신들이 가본 여러 파리 레스토랑들을 리스트에 상세히 기록했고, 이러던 중 여러 레스토랑들을 평가하는 안내서를 고안하게 됐다. 뉴욕에 돌아와서 지인들에게 뉴욕 레스토랑들에 관한 의견들을 물어서 정리를 한 것이 저겟 서베이의 시초이다.
저갯 서베이는 70개 도시의 레스토랑을 안내하고 있으며, 호텔, 야간업소(나이트클럽, 술집 등), 동물원, 음악, 영화, 극장, 골프장, 비행사에 대해서도 등급을 매기고 있다.
대한민국에서는 2007년에 현대카드에서 ZAGAT과 독점 제휴를 하여 한국어판 ZAGAT SURVEY를 출간하였다.

## 같이 보기
- 미슐랭 가이드 - 프랑스의 세계적인 레스토랑 안내서
- 블루리본 서베이 - 대한민국 최초의 레스토랑 안내서